# Chemokinrezeptoren

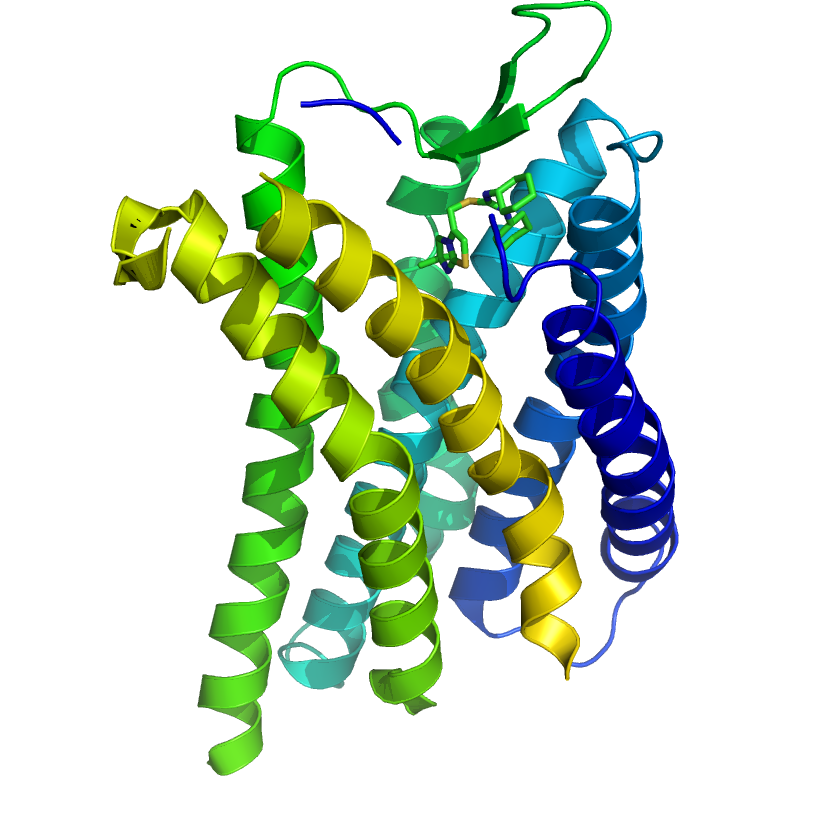
3D-Strukturmodell des Chemokinrezeptors CXCR4 mit einem gebundenen Antagonisten

Chemokinrezeptoren sind Proteine in der Oberflächenmembran von Zellen, die an Chemokine binden. Diese Bindung aktiviert den Rezeptor und löst eine Wanderung der Zellen aus, die sich daraufhin in Richtung der höchsten Chemokinkonzentration bewegen (Chemotaxis). Die ungefähr 20 bekannten Chemokinrezeptoren gehören zu der pharmakologisch wichtigen Gruppe der G-Protein-gekoppelten Rezeptoren. Die Signaltransduktion erfolgt vor allem über heterotrimere G-Proteine der Gi-Familie. Weit verbreitet sind sie bei den Zellen des Immunsystems, die in der Regel mehrere unterschiedliche Chemokinrezeptoren tragen.

## Struktur und Chemokinbindung
Wie alle G-Protein-gekoppelten Rezeptoren weisen Chemokinrezeptoren sieben Transmembranbereiche sowie je drei intrazelluläre und extrazelluläre Schleifen auf. Die Bindung des Chemokins erfolgt vermutlich in zwei Schritten: Zuerst bindet der Hauptkörper des Chemokins an den extrazellulären Teil des Rezeptors, woraufhin der flexible Amino-Terminus des Chemokins seine räumliche Struktur verändert. Im zweiten Schritt bindet der Amino-Terminus an Bindungsstellen innerhalb der Transmembrandomänen des Chemokinrezeptors und löst seinerseits eine Strukturänderung aus, die sich auch auf den intrazellulären Teil des Rezeptors auswirkt. Zwischen Rezeptor und Chemokin besteht also eine Vielzahl von Bindungsstellen, und nur eine möglichst vollständige Bindung löst eine Aktivierung des Rezeptors aus.

## Nomenklatur
Die Nomenklatur der Chemokinrezeptoren leitet sich aus der Familienzugehörigkeit der Bindungspartner ab. Chemokine können vier unterschiedlichen Familien zugeordnet werden und jeder Rezeptor bindet ausschließlich an Mitglieder einer bestimmten Chemokinfamilie. Der Name des Rezeptors setzt sich nun zusammen aus der Kurzbezeichnung der Chemokinfamilie (CC, CXC, CX3C oder XC), einem R für Rezeptor und einer fortlaufenden Nummerierung. Er kann also beispielsweise CCR1 oder CXCR2 lauten. Eine Ausnahme von diesem System stellt der nicht zur klassischen Signalweiterleitung befähigte und damit von den anderen Rezeptoren verschiedene Chemokinrezeptor DARC dar.
| Name   | Alternative Bezeichnungen | Endogene Liganden                                         |
| ------ | ------------------------- | --------------------------------------------------------- |
| CCR1   | CD191                     | CCL3, CCL5, CCL7, CCL8, CCL13, CCL14, CCL15, CCL16, CCL23 |
| CCR2   | CD192                     | CCL2, CCL7, CCL8, CCL13                                   |
| CCR3   | CD193                     | CCl5, CCL7, CCL8, CCL11, CCL13, CCL15, CCL24, CCL26       |
| CCR4   | CD194                     | CCL17, CCL22                                              |
| CCR5   | CD195                     | CCL3, CCL4, CCL5, CCL8, CCL14                             |
| CCR6   |                           | CCL20                                                     |
| CCR7   | BLR2, EBI1                | CCL19, CCL21                                              |
| CCR8   |                           | CCL1, CCL4, CCL17                                         |
| CCR9   |                           | CCL25                                                     |
| CCR10  |                           | CCL26, CCL27, CCL28                                       |
| CXCR1  | CD181, CD128a, IL-8Ra     | CXCL6, CXCL8                                              |
| CXCR2  | CD182, CD128b, IL-8Rb     | CXCL1, CXCL2, CXCL3, CXCL5, CXCL7, CXCL8                  |
| CXCR3  | CD183                     | CXCL9, CXCL10, CXCL11                                     |
| CXCR4  | CD184, Fusin, LESTR       | CXCL12                                                    |
| CXCR5  | CD185, BLR1               | CXCL13                                                    |
| CXCR6  | BONZO, TYMSTR             | CXCL16                                                    |
| CXCR7  | RDC1                      | CXCL11, CXCL12                                            |
| CX3CR1 |                           | CX3CL1                                                    |
| XCR1   |                           | XCL1, XCL2                                                |
| DARC   | CD234, Duffy-Antigen      | CXCL1, CXCL7, CXCL8, CCL2, CCL5                           |

## Pathologie
Varianten der Gene CCR2 und CCR5 sind für erbliche Immunität gegenüber Infektion mit dem HI-Virus verantwortlich. CCR5-Mutationen können außerdem zu erblichem Diabetes mellitus und zur Anfälligkeit gegenüber Infektionen mit dem Westnilvirus führen.
Mutationen im CXCR4-Gen sind ursächlich für das WHIM-Syndrom. Eine CXCR6-Variante, die in Afrika häufig ist, erhöht die Überlebenszeit bei Infektion mit HIV und Pneumocystis-carinii-Pneumonie signifikant. Eine weitere Variante in CXCR1 schützt vor raschem Verlauf der AIDS-Krankheit. Mutationen in CX3CR1 können zu reduziertem Risiko für koronare Herzkrankheit, aber auch erhöhtem Risiko für altersbedingte Makuladegeneration (AMD) und raschem Verlauf bei AIDS führen.